# ذئبة (أساطير رومانية)

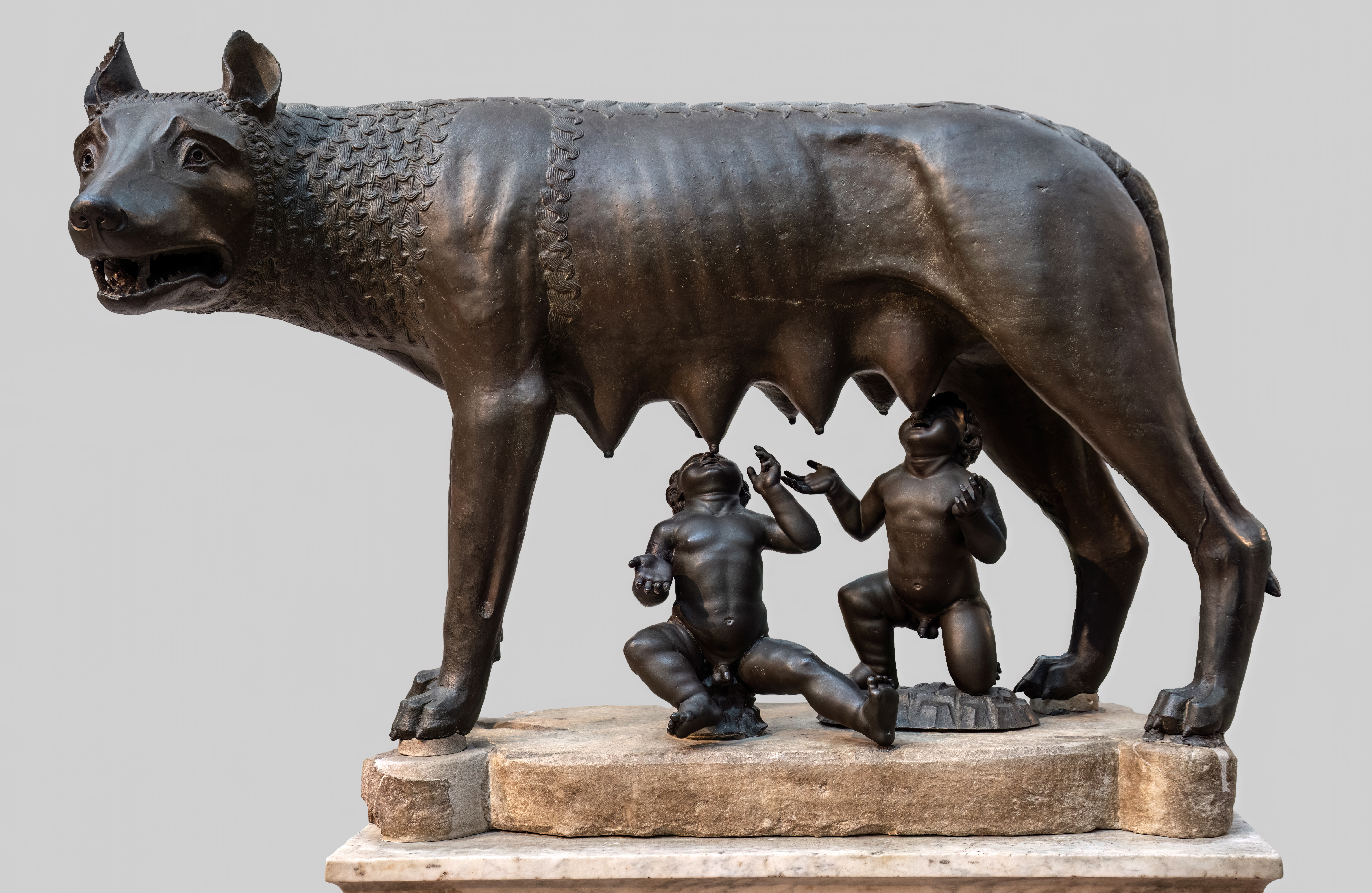
صورة تمثال تقريبي للأسطورة الرومانية

رعت الذئبة في أسطورة التأسيس الرومانية التوأمان رومولوس ورموس وحمتهما بعد أن تُركا في البرية بأمر من الملك أموليوس من ألبا لونغا. اهتمت بالرضيعين في وجَارها، وهو كهف عُرف باسم لوبركال، حتى اكتشفهما الراعي فوستولوس. أصبح رومولوس لاحقًا مؤسس روما وملكها الأول. كانت صورة الذئبة التي ترضع التوأمان رمزًا لروما منذ العصور القديمة، وهي واحدة من أكثر رموز الأساطير القديمة شهرةً.

## الأصول
هناك أدلة على أن الذئب حظي بمكانة خاصة في عالم السكان القدامى في إيطاليا. تزعم إحدى الأساطير أن شعب هيربيني كان يدعون بهذا الاسم لأن الذئب قد قادهم إلى موقع مستوطنتهم الأولى عندما شرعوا في إنشاءها، (من كلمة hirpus باللغة الأوسكو-أومبريان التي تعني ذئب). تُعتبر قصة لوبركال أساسية لقصة التوأمان، وقد سبقت قصتهما على الأرجح. كان الذئب حيوانًا مقدسًا بالنسبة للإله الروماني مارس. هناك جدل مستمر حول علاقته بمهرجان لوبركاليا الروماني القديم. 
يقال في الأساطير اليونانية، أن ليتو والدة أبولو أنجبته بهيئة ذئبة، للتهرب من هيرا.